# Погребищенська міська рада
Погреби́щенська міська́ ра́да — адміністративно-територіальна одиниця та орган місцевого самоврядування в Погребищенському районі Вінницької області. Адміністративний центр — місто Погребище.

## Атрибути Погребищенської міської ради
- Герб https://pog-mrada.gov.ua/images/00/250526_gerb_01.png
- Прапор https://pog-mrada.gov.ua/images/00/250526_prapor_01.jpg
- Офіційний сайт https://pog-mrada.gov.ua/

## Загальні відомості
- Територія ради: 8,7 км²
- Населення ради: 9 757 осіб (станом на 1 серпня 2015 року)
- Територією ради протікає річка Рось

## Населені пункти
Міській раді підпорядковані населені пункти:
- м. Погребище

## Склад ради
Рада складається з 30 депутатів та голови.
- Голова ради: Білик Анатолій Миколайович
- Секретар ради: Білик Анатолій Миколайович

### Керівний склад попередніх скликань
| Прізвище, ім'я, по батькові | Основні відомості                                                       | Дата обрання | Дата звільнення |
| --------------------------- | ----------------------------------------------------------------------- | ------------ | --------------- |
| Білик Анатолій Миколайович  | Міський голова, 1961 року народження, освіта вища, безпартійний         | 26.03.2006   | 31.10.2010      |
| Білик Анатолій Миколайович  | Міський голова, 1961 року народження, освіта вища, член Партії регіонів | 31.10.2010   |                 |

Примітка: таблиця складена за даними сайту Верховної Ради України

### Депутати
За результатами місцевих виборів 2010 року депутатами ради стали:

#### За суб'єктами висування
| Суб'єкт висування                                       | Кількість обраних депутатів | %    |
| ------------------------------------------------------- | --------------------------- | ---- |
| Політична партія Всеукраїнське об'єднання «Батьківщина» | 11                          | 36,7 |
| Народна партія                                          | 3                           | 10   |
| Партія регіонів                                         | 3                           | 10   |
| Політична партія Всеукраїнське об'єднання «Свобода»     | 3                           | 10   |
| Політична партія «Фронт Змін»                           | 3                           | 10   |
| Українська партія «Єдність»                             | 3                           | 10   |
| Партія Християнсько-Демократичний Союз                  | 2                           | 6,7  |
| Комуністична партія України                             | 1                           | 3,3  |
| Соціалістична партія України                            | 1                           | 3,3  |

#### За округами
| № округу                                                | Прізвище, ім'я, по батькові      | Дата визнання обраним | Освіта  | Партійна приналежність                        | Відомості про обраного депутата                                     |
| ------------------------------------------------------- | -------------------------------- | --------------------- | ------- | --------------------------------------------- | ------------------------------------------------------------------- |
| Комуністична партія України                             |                                  |                       |         |                                               |                                                                     |
| б/м                                                     | Демець Володимир Миколайович     | 05.11.2010            | вища    | член Комуністичної партії України             | пенсіонер                                                           |
| Народна Партія                                          |                                  |                       |         |                                               |                                                                     |
| б/м                                                     | Школьна Раїса Іванівна           | 17.11.2010            | вища    | позапартійна                                  | Погребищенська районна рада, бухгалтер                              |
| 3                                                       | Дітковський Станіслав Іванович   | 05.11.2010            | вища    | член Народної партії                          | Управління ветеринарної медицини, головний спеціаліст, ветлікар     |
| 8                                                       | Кравченко Леонід Федорович       | 05.11.2010            | середня | член Народної партії                          | кіномережа, директор                                                |
| Партія регіонів                                         |                                  |                       |         |                                               |                                                                     |
| б/м                                                     | Дорошенко Олександр Леонтійович  | 05.11.2010            | вища    | член Партії регіонів                          | ЦРЛ, лікар                                                          |
| б/м                                                     | Олексієнко Людмила Вікторівна    | 05.11.2010            | вища    | член Партії регіонів                          | управління соцзахисту, заступник                                    |
| б/м                                                     | Крилов Михайло Вікторович        | 05.11.2010            | вища    | член Партії регіонів                          | пенсіонер                                                           |
| Партія Християнсько-Демократичний Союз                  |                                  |                       |         |                                               |                                                                     |
| 1                                                       | Турбаніст Сергій Станіславович   | 05.11.2010            | вища    | позапартійний                                 | СТ «Ірина», голова                                                  |
| 13                                                      | Демиденко Віктор Григорович      | 05.11.2010            | вища    | позапартійний                                 | Погребищенське ВПУ-42, заступник директора                          |
| Політична партія Всеукраїнське об'єднання «Батьківщина» |                                  |                       |         |                                               |                                                                     |
| б/м                                                     | Нікітішин Олександр Григорович   | 05.11.2010            | вища    | член Всеукраїнського об'єднання «Батьківщина» | Погребищенське медичне училище, викладач                            |
| б/м                                                     | Кузьмінець Володимир Михайлович  | 05.11.2010            | вища    | член Всеукраїнського об'єднання «Батьківщина» | пенсіонер                                                           |
| б/м                                                     | Алексо Сергій Олексійович        | 05.11.2010            | вища    | член Всеукраїнського об'єднання «Батьківщина» | тимчасово не працює                                                 |
| б/м                                                     | Малярчук Марія Олександрівна     | 05.11.2010            | середня | член Всеукраїнського об'єднання «Батьківщина» | приватний підприємець                                               |
| 4                                                       | Мельник Олексій Миколайович      | 05.11.2010            | вища    | позапартійний                                 | підприємець                                                         |
| 6                                                       | Чорний Сергій Миколайович        | 05.11.2010            | вища    | член Всеукраїнського об'єднання «Батьківщина» | ДП «Фірмова торгівля» при Погребищенському маслосирзаводі, директор |
| 7                                                       | Гаптенко Сергій Миколайович      | 05.11.2010            | вища    | член Всеукраїнського об'єднання «Батьківщина» | «СО Погребищенські» ЕМ, інженер з охорони праці                     |
| 9                                                       | Барська Анастасія Валеріївна     | 05.11.2010            | вища    | член Всеукраїнського об'єднання «Батьківщина» | КП "Редакція «Колос», кореспондент                                  |
| 10                                                      | Тімергазіна Валентина Григорівна | 05.11.2010            | вища    | позапартійна                                  | Відділ освіти, методист                                             |
| 14                                                      | Поліщук Людмила Миколаївна       | 05.11.2010            | вища    | член Всеукраїнського об'єднання «Батьківщина» | Погребищенська міська рада, секретар                                |
| 15                                                      | Горбачик Олександр Михайлович    | 05.11.2010            | вища    | член Всеукраїнського об'єднання «Батьківщина» | Поребищенська загальноосвітня школа № 1, вчитель                    |
| Політична партія Всеукраїнське об'єднання «Свобода»     |                                  |                       |         |                                               |                                                                     |
| б/м                                                     | Сурменко Алла Дмитрівна          | 05.11.2010            | вища    | член Всеукраїнського об'єднання «Свобода»     | ЗАТ «Погребищенскький молокозавод», бухгалтер                       |
| 5                                                       | Мадей Сергій Юзефович            | 05.11.2010            | вища    | член Всеукраїнського об'єднання «Свобода»     | пенсіонер                                                           |
| 11                                                      | Гук Петро Михайлович             | 05.11.2010            | середня | позапартійний                                 | священик                                                            |
| Політична партія «Фронт Змін»                           |                                  |                       |         |                                               |                                                                     |
| б/м                                                     | Шиманський Юрій Петрович         | 05.11.2010            | вища    | член Політичної партії «Фронт Змін»           | пенсіонер                                                           |
| б/м                                                     | Гримайло Сергій Григорович       | 05.11.2010            | вища    | член Політичної партії «Фронт Змін»           | пенсіонер                                                           |
| б/м                                                     | Сидоренко Віталій Миколайович    | 05.11.2010            | вища    | член Політичної партії «Фронт Змін»           | Погребищенська СЕС, завідувач                                       |
| Соціалістична партія України                            |                                  |                       |         |                                               |                                                                     |
| б/м                                                     | Данилюк Анатолій Борисович       | 05.11.2010            | середня | позапартійний                                 | пенсіонер                                                           |
| Українська партія «Єдність»                             |                                  |                       |         |                                               |                                                                     |
| б/м                                                     | Пухальський Сергій Борисович     | 05.11.2010            | середня | член Української партії «Єдність»             | приватний підприємець                                               |
| 2                                                       | Горобець Павло Григорович        | 05.11.2010            | вища    | член Української партії «Єдність»             | ТОВ «Ново фастівське», головний інженер                             |
| 12                                                      | Вайда Михайло Йосипович          | 05.11.2010            | середня | член Української партії «Єдність»             | підприємець                                                         |